# Hide from the Sun
Hide From The Sun je album skupiny The Rasmus. Vyšlo v 12. září 2005, je to již jejich šesté album.

## Seznam skladeb
1. Shot
2. Night After Night (Out Of The Shadows)
3. No Fear
4. Lucifer's Angel
5. Last Generation
6. Dead Promises
7. Immortal
8. Sail Away
9. Keep Your Heart Broken
10. Heart Of Misery
11. Don't Let Go
12. Dancer In The Dark (Special Edition Bonus Track)
13. Open My Eyes (UK Editions only)
14. Trigger (Japanese Version and UK Digital Edition (with 'Open My Eyes') only)